# Coulonges-sur-Sarthe
Coulonges-sur-Sarthe é uma comuna francesa na região administrativa da Normandia, no departamento Orne. Estende-se por uma área de 9,75 km². Em 2010 a comuna tinha 540 habitantes (densidade: 55,4 hab./km²).